# ألبوم (برنامج)
برنامج ألبوم أو نجوم العرب هو برنامج تلفزيوني غنائي عرض على تلفزيون إم بي سي بهدف إيجاد مواهب متميزة تطمح في خوض مضمار الغناء والأداء الاستعراضي من أجل إبرازهم كمجموعة جديدة من نجوم الغناء العربي, والذي بدأ بثه على قناة أم بي سي يوم 13 أبريل 2007 وأصبحت بالفعل نقطة انطلاق معترف بها لإطلاق المسيرة للكثير من الفنانين والنجوم الحقيقيين.

## فكرة البرنامج
البرنامج يصرح فكرته مختلفة قليلاً عن بقية برامج يتبارى خلال البرنامج ثلاث مجموعات من المتسابقين من مختلف أنحاء الدول العربية، كل مجموعة مكوّنة من خمسة أعضاء، لتستمر المنافسة خلال حلقات متتالية لاختيار الفريق الذي سيفوز بلقب «فريق نجوم العرب» لعام 2007. قدّمته المذيعة و الإعلامية رزان مغربي
ويتضمّن هذا الإنتاج الضخم أروع الأعمال الفنّية والتصميميّة التي تشمل أكثر من 300 تشكيلة من الأزياء الاستعراضيّة الراقية التي صمّمت خصيصاً للبرنامج، بالإضافة إلى أربع لوحات تصويريّة تم تصميمها وبناؤها بأسلوب فنّي رفيع ليتمتع بها جمهور مشاهدي إم‌ بي‌ سي 1 الواسع في العالم العربي وكذلك الحضور المتواجد في الاستديو خلال تصوير وبث البرنامج مباشرة على الهواء

## لجنة التحكيم
لجنة التحكيم هي المسؤولة عن اختيار المتسابقين من بين جميع المرشحين، كما المسؤولة عن تقييم أداء الذي بقوا في المسابقة وإعطائهم النصائح والإرشادات اللازمة لكي يكون غنائهم أفضل في الحلقة التالية وليبقوا فترة أطول في البرنامج. اللجنة مؤلفة من فنانين كبار هم:
| لجنة التحكيم - ناصر الصالح - طارق أبو جودة - محمود خيامي | ضيوف الشرف - ديانا حداد - ماجد المهندس - يارا - عاصي الحلاني - دارين حدشيتي - راغب علامة |

## تصويت الجمهور
يعتمد على التصويت المشاهد
| الفريق        | أعضاء الفريق                                                                                 | أعضاء الفريق                                     |
| ------------- | -------------------------------------------------------------------------------------------- | ------------------------------------------------ |
| المشرق العربي | 1. محمد الجلاد 2. إيهاب مراد 3. سارا نواف 4. فاتنة خنساء 5. وفاء نادر 6. أصيل هميم           | الفريق يمثل بلدان الشام الأربعة إلى جانب العراق. |
| الخليج العربي | 1. فيصل الصراف 2. محمد الزيلعي 3. بدرية صالح 4. وليد الجيلاني 5. حمد الفردان                 | الفريق يمثل بلدان مجلس التعاون الخليجي الستة.    |
| شمال أفريقيا  | 1. منى أمرشا 2. عبد الفتاح جريني 3. نورهان إسماعيل 4. خالد حسن 5. سامي محمود 6. سارة بن ناصر | الفريق يمثل بلدان المغرب العربي ومصر والسودان.   |